# Její tělo
Její tělo je česko-slovenský film dokumentaristky Natálie Císařovské z roku 2023. Jedná se o její debutový celovečerní hraný film. Film pojednává o Andree Absolonové, která se svou sestrou Lucií reprezentovala Česko ve skocích do vody, po zranění se začala živit jako pornoherečka, až nakonec v roce 2004 zemřela ve věku 27 let na rakovinu.
Film podpořily Státní fond kinematografie a slovenský Audiovizuálny fond.

## Obsazení
| Natália Germáni   | Andrea Absolonová |
| Denisa Barešová   | Lucie Absolonová  |
| Zuzana Mauréry    |                   |
| Martin Finger     |                   |
| Zuzana Stivínová  |                   |
| Cyril Dobrý       |                   |
| Martina Mrakviová |                   |